# Rémilly (Nièvre)
Rémilly is een gemeente in het Franse departement Nièvre, aan de zuidrand van de Morvan (regio Bourgogne-Franche-Comté) en telt 172 inwoners (2009). De plaats maakt deel uit van het arrondissement Château-Chinon (Ville).
Het plaatsje dateert uit de 12e eeuw; Rumiliacum genaamd. De inwoners worden Rominois genoemd. Rémilly ligt aan het riviertje d'Alène. Het dorp ('Bourg') bestaat verder uit de buurtschappen ('Lieu dit') Botz, La Boue, Gare en Le Mont.
Het oude station is al jarenlang geen halteplaats voor treinen van de lijn tussen Nevers en Dijon meer. Wel stoppen er bussen.

## Geografie
De oppervlakte van Rémilly bedraagt 38,3 km², de bevolkingsdichtheid is 4,7 inwoners per km².
De onderstaande kaart toont de ligging van Rémilly (Nièvre) met de belangrijkste infrastructuur en aangrenzende gemeenten.

## Demografie
Onderstaande figuur toont het verloop van het inwonertal (bron: INSEE-tellingen).

## Burgemeester en wethouders
Samenstelling van het gemeentebestuur sinds maart 2008:
Maire (burgemeester): Jean-Paul MARGERIN
1er Adjoint : Jean CAROLLO
2ème Adjoint : Joëlle MONTGILLARD
3ème Adjoint : Frédéric LAUSEUR
Conseillers (wethouders): Ghislaine GONIN, Roger ROBILLARD, Bernard AUBERGY, Nicolas BONNET, Régis MOULOIS, Bernadette DUC, Véronique POUCHELET

## Vuilkuil

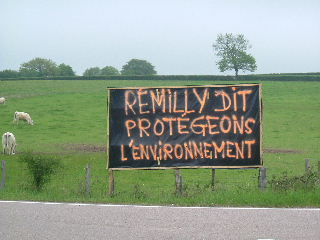
Protest tegen de vuilkuil

Sinds begin 2005 is een belangrijk deel van de bevolking van Rémilly, samen met medestanders uit omliggende gemeenten, in actie gekomen tegen de plannen voor de vestiging van een ondergrondse opslag voor niet-afbreekbaar vuil op het grondgebied van de gemeente. Het gaat om een commercieel project van het bedrijf Coved, dat op een perceel bos, tussen La Boue en het oude station, ten noorden van de spoorlijn, een opslag wil realiseren. De plannen hadden aanvankelijk de instemming van een deel van de gemeenteraad en de vroegere burgemeester. Inmiddels is die raad geheel vervangen door tegenstanders van de plannen en is de huidige burgemeester ook voorzitter van Vital Sud Morvan, de organisatie, die strijdt tegen de komst van de zogeheten vuilkuil.
Een door de prefect ingestelde enquêtecommissie heeft zich na consultatie van bevolking, organisaties en andere belanghebbenden uitgesproken tegen de plannen. De nieuwe gemeenteraad heeft dat inmiddels ook gedaan. De Prefect heeft tot twee keer toe een half jaar uitstel genomen voordat hij de beslissing nam. Die beslissing is inmiddels genomen: de vuilkuil komt er niet.

## Afbeeldingen

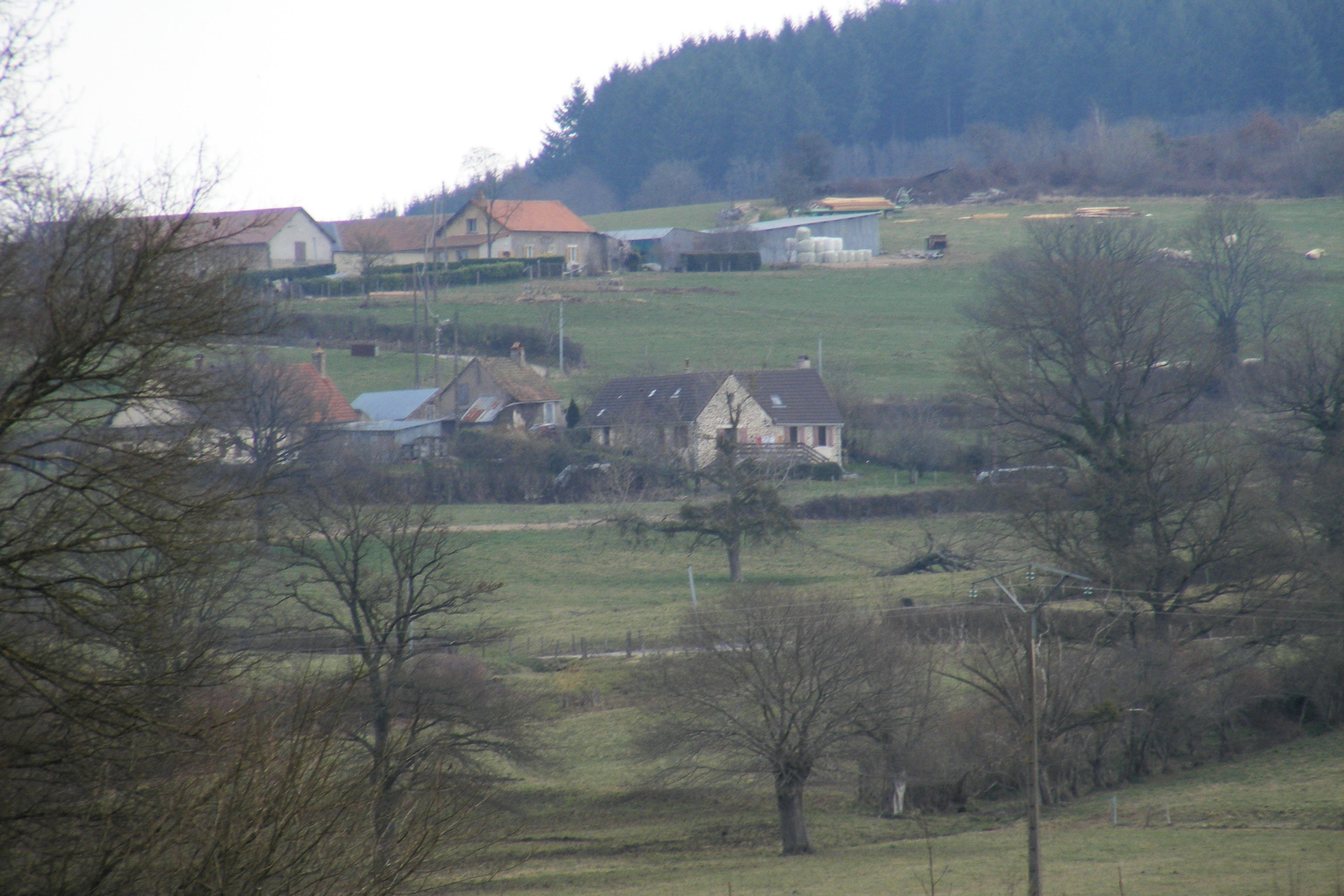
Le Mont
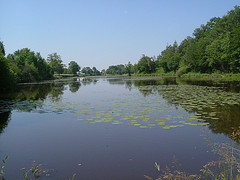
La Boue
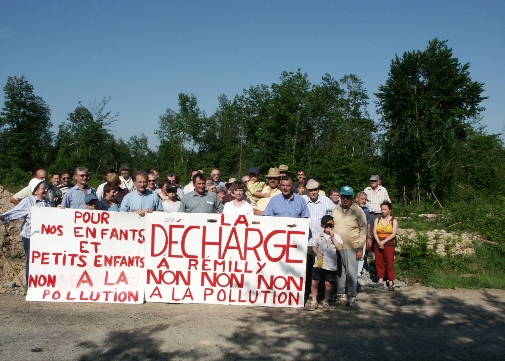
Protest
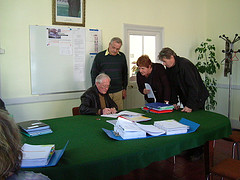
Hoorzitting